# 鼎灣開帝殿
鼎灣開帝殿，俗稱西宮，臺灣澎湖縣廟宇，位於湖西鄉鼎灣村，主祀「開天仙帝」神農氏炎帝，鼎灣澳角頭廟之一。法師流派為「普庵派」之「玉皇勅令雷令支派」。:241

## 沿革
鼎灣村在清領時期隸屬「鼎灣澳」，鼎灣澳位於澎湖本島北端，包含鼎灣、東石、潭邊、港底（今成功村）、港仔尾（今許家村）、中寮與西寮（今中西村）、沙港與土地公前（今沙港村），上述皆位於今湖西鄉境內，其中鼎灣係鼎灣澳行政中樞。:144
鼎灣聚落最早出現於康熙廿八年（1685年）出版的《臺灣府志》中，被載作「鼎圓仔」，嗣後其他方志亦有「鼎灣仔」或「鼎灣」的紀錄。乾隆卅六年（1771年）付梓的《澎湖紀略》中，稱作鼎灣的聚落一共有三個，「鼎灣頭社」、「上鼎灣社」、「下鼎灣社」；道光十二年（1832年）蔣鏞《澎湖續編》，「鼎灣頭社」已改稱「中寮社」；直到同治元年（1862年）《澎湖廳輿圖纂要》一書，「上鼎灣社」被改作「西寮社」，「下鼎灣社」沿稱作「鼎灣社」，「鼎灣」之名才正式固定下來。
鼎灣開帝殿為鼎灣村主廟，主祀開天仙帝，即神農氏炎帝（居民敬稱「恩主公」），確切開基年份不詳，殿內所存兩枚「聖德宏施」、「克配彼天」匾額皆落款於乾隆乙巳年（即乾隆五十年，公元1785年），係最早可考之年份。
根據廟方說法，鼎灣開帝殿與港仔尾聚落（今許家村）系出同門，原本共祀同一間廟宇於今鼎灣村西端，鼎灣村民咸稱呼此廟作「西宮」，後來此西宮坍塌，港仔尾村民遂將西宮的玄天上帝移祀至許家真靈殿，而鼎灣村民則另起新廟於聚落，並奉開天仙帝為主祀神明，此為鼎灣開帝殿之興建由來，西宮固然為開帝殿前身，但西宮也作開帝殿的襲稱延續迄今。
根據〈鼎灣村開帝殿重建碑記〉記述，鼎灣開帝殿在清代有一次翻修紀錄，確切時間不詳，日治時期大正元年（1912年）、民國55年（1966年）各有一次改建紀錄。
現今鼎灣開帝廟的重建工程，由民丁會議推選重建委員蔡再日等十九人主導、向旅外鄉親籌措經費，於民國85年（1996年）農曆十月初十日拆除舊廟，在同月二十八日奠基，聽從恩主公降乩指示，以舊廟址原向甲庚兼卯酉（坐東南朝西北）、新廟改朝卯酉兼甲庚（坐西北朝東南），順利於民國87年（1998年）農曆十月初十日入火安座，歷時兩年，斥資新台幣 2685 萬 1103 元整，即為今貌。
23°35′33″N 119°37′01″E / 23.592564°N 119.616968°E

## 交陪、分火廟
- 交陪廟：鼎灣永安宮、許家真靈殿、許家港元寺、中寮代天宫。[2][10]
- 分火廟：台南東區開帝殿、台北開帝殿、台中西屯區開帝殿。[2]

## 圖輯

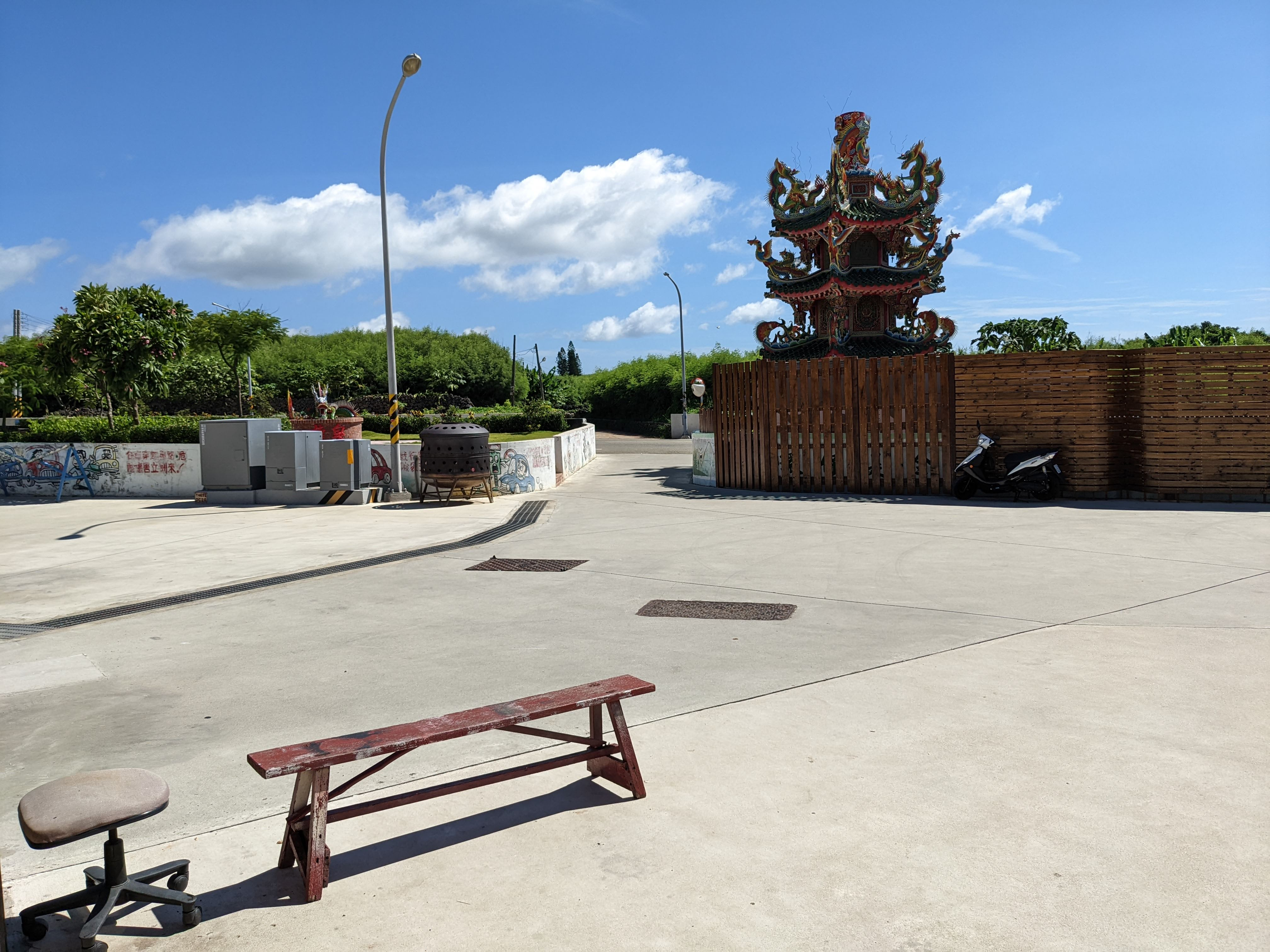
廟埕、金爐
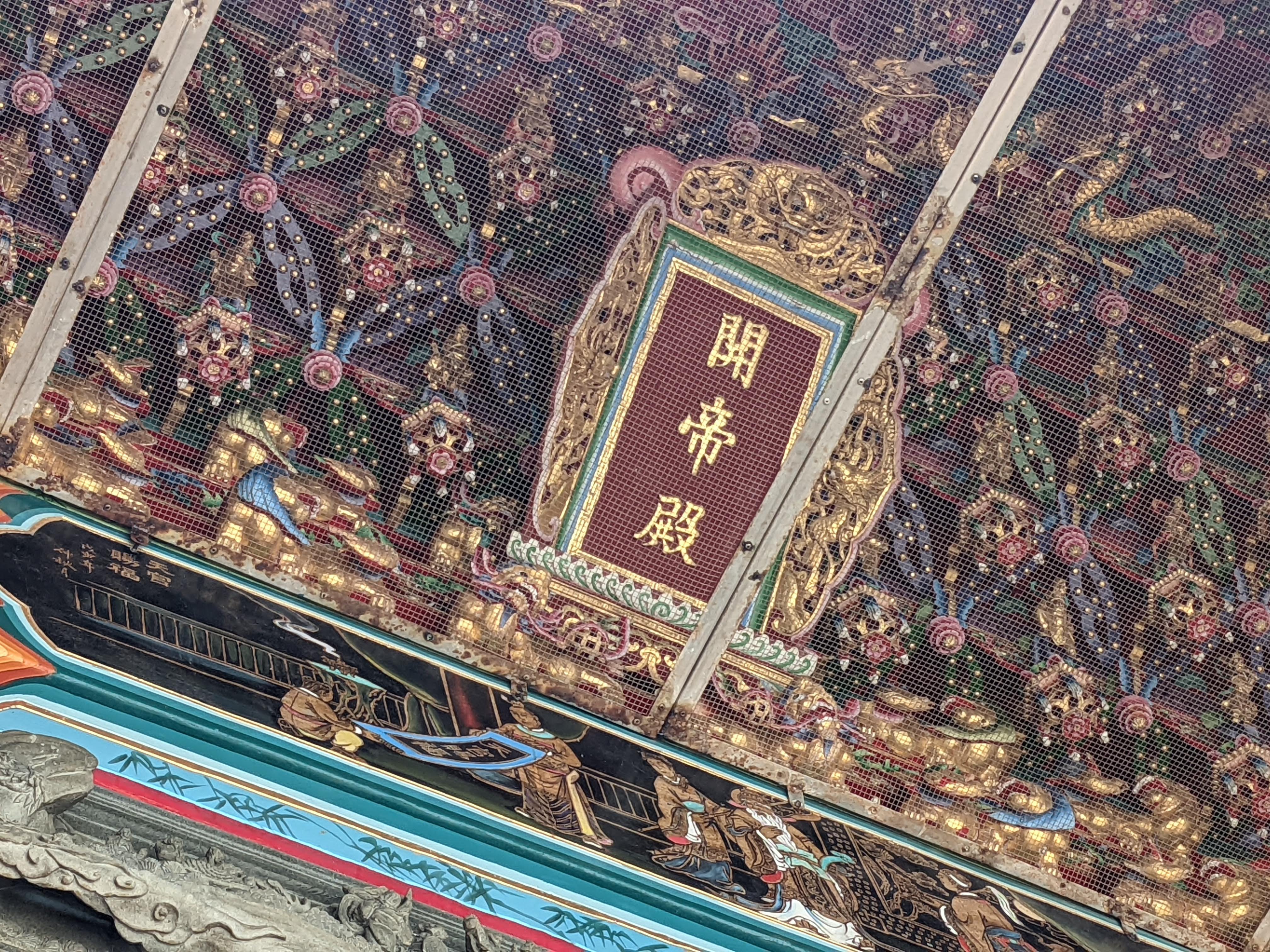
聖旨牌
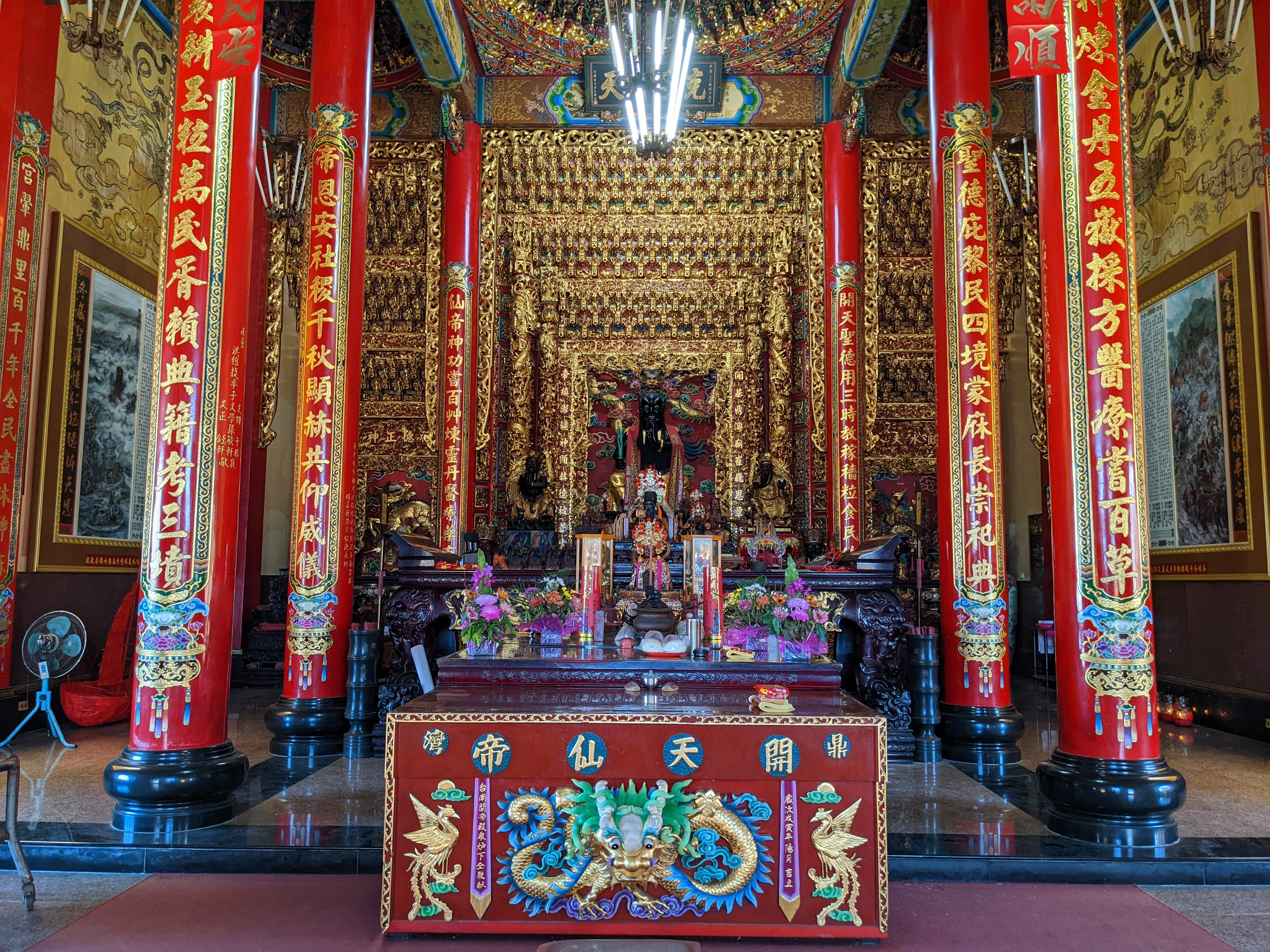
神明廳
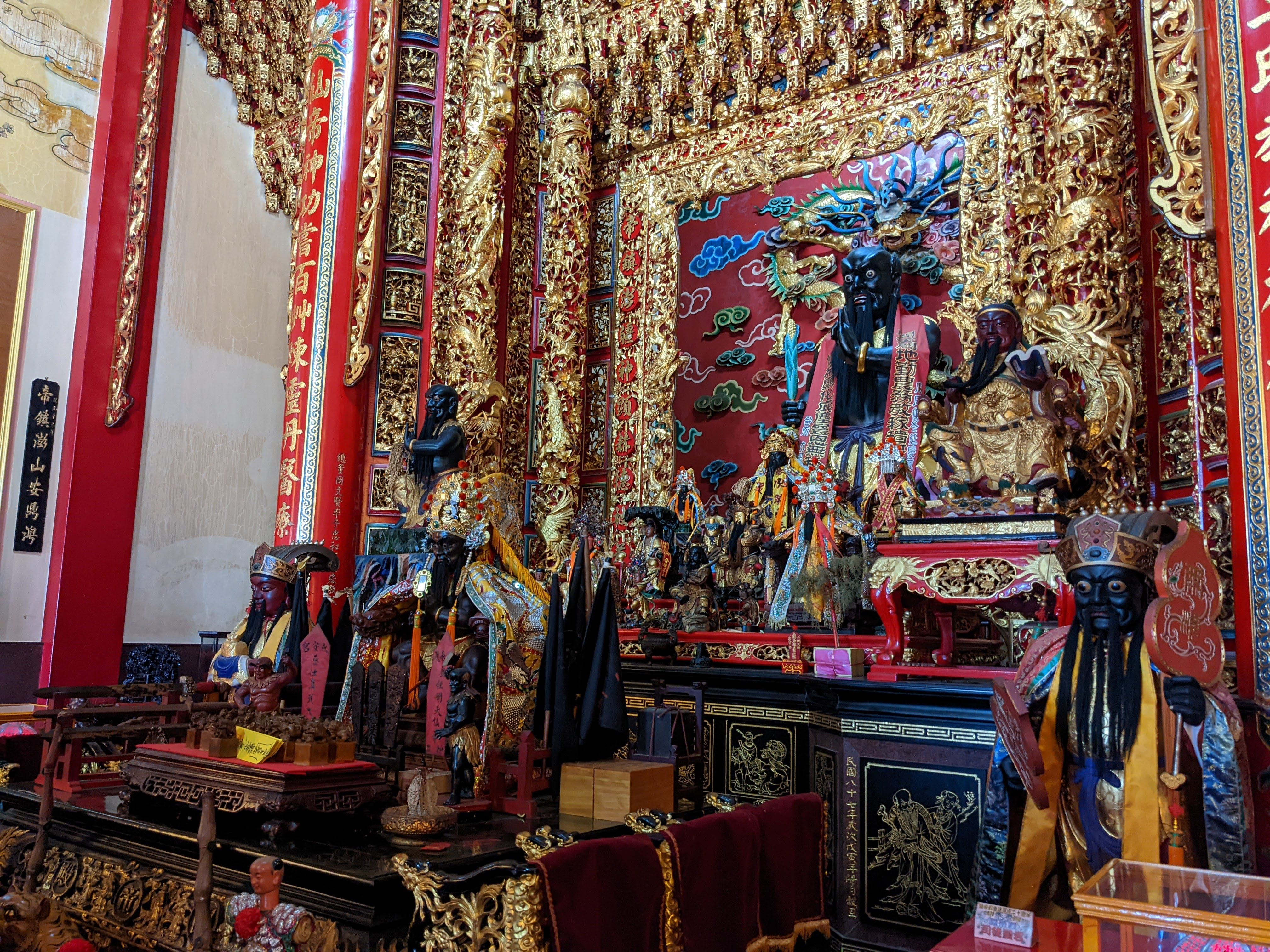
開天仙帝諸神明
普唵教主神像
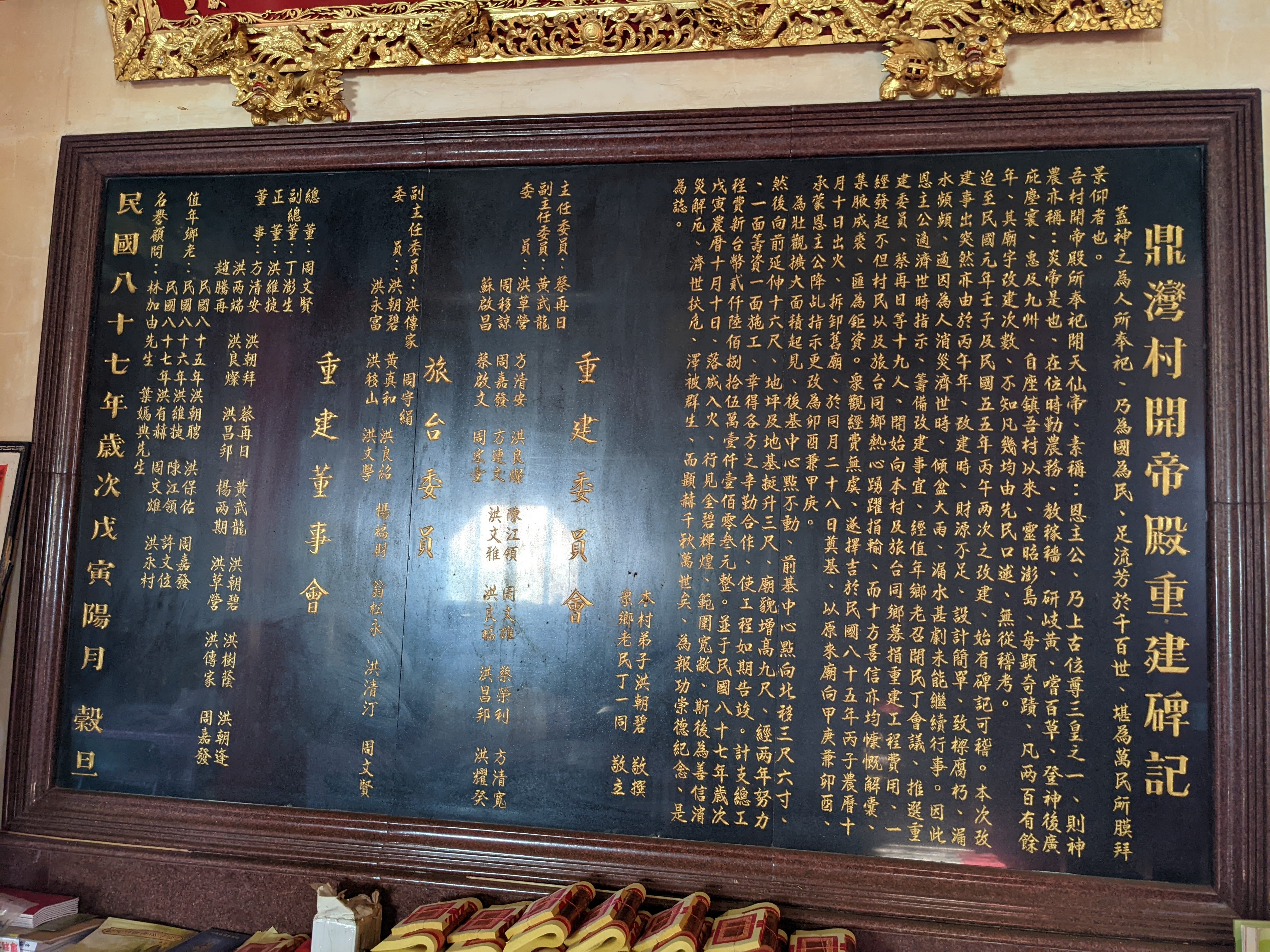
碑文沿革

### 文物

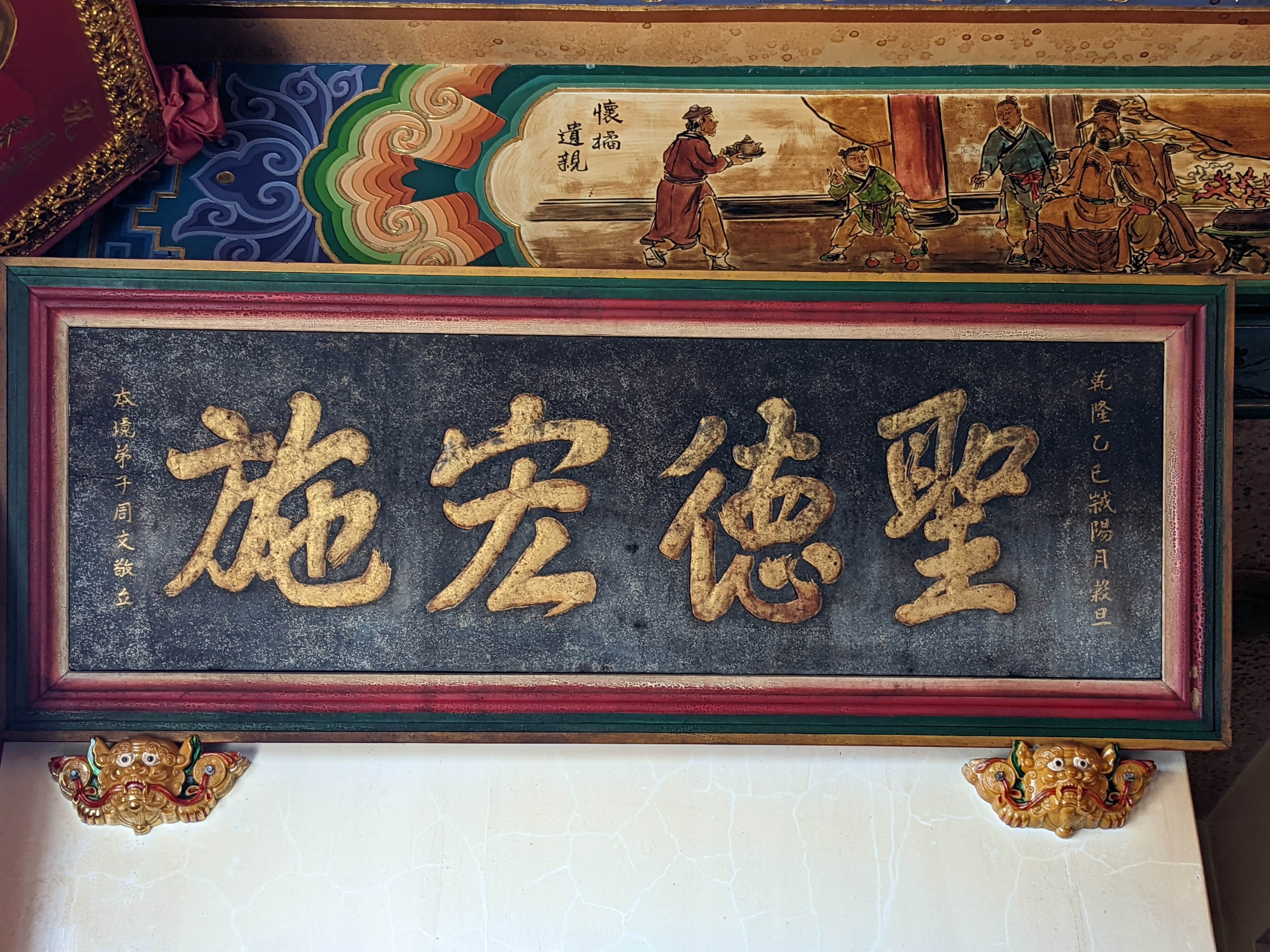
聖德宏施匾（1785年）
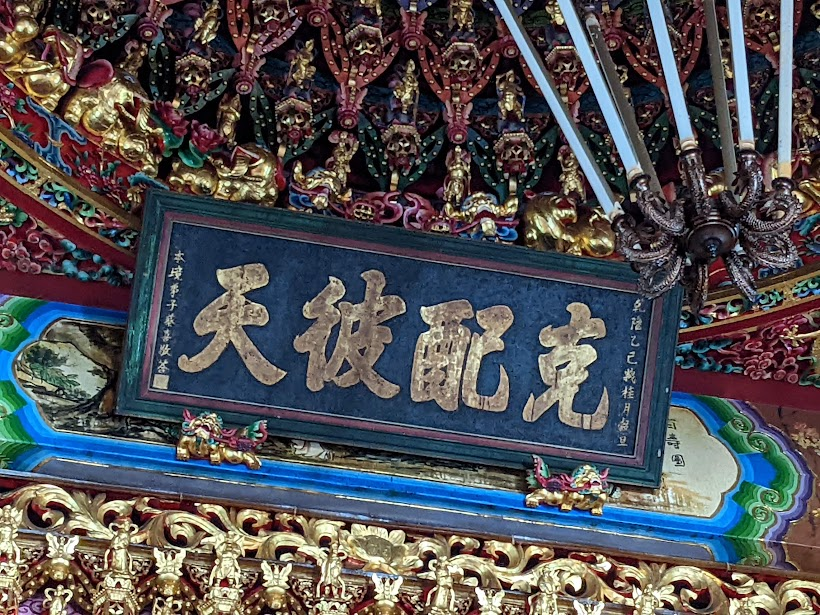
克配彼天匾（1785年）
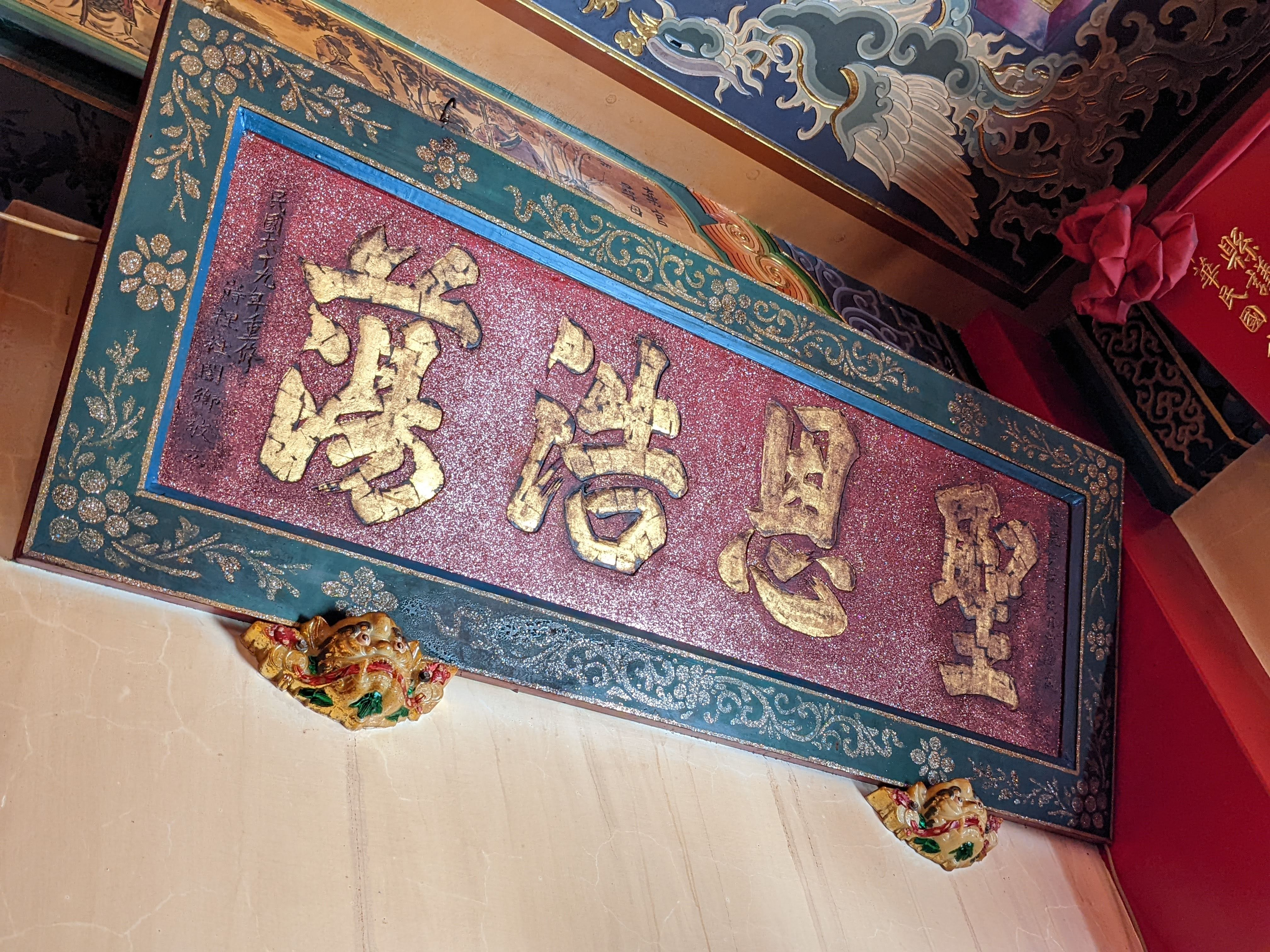
聖恩浩蕩匾（1821年）
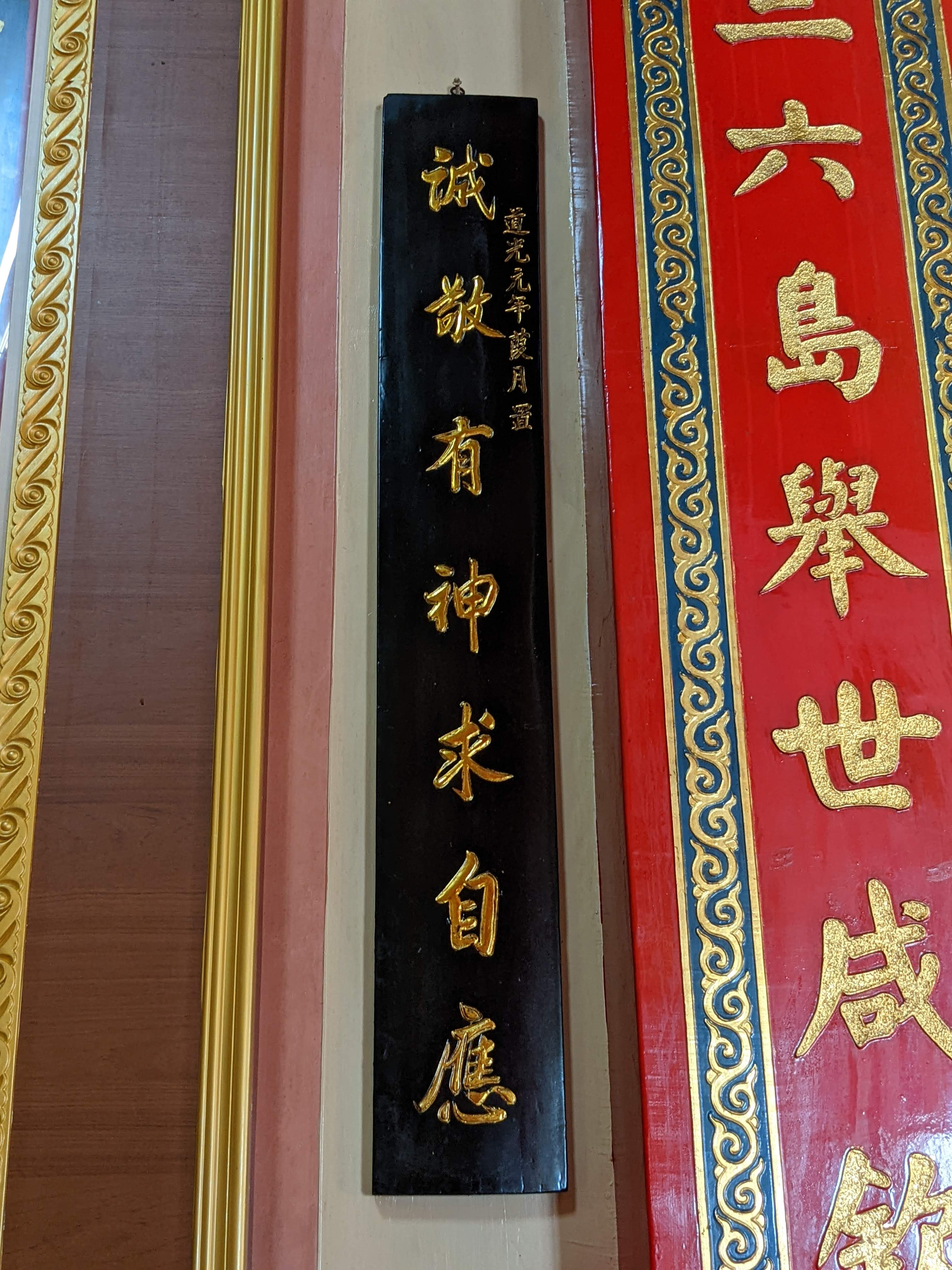
誠敬有神求自應
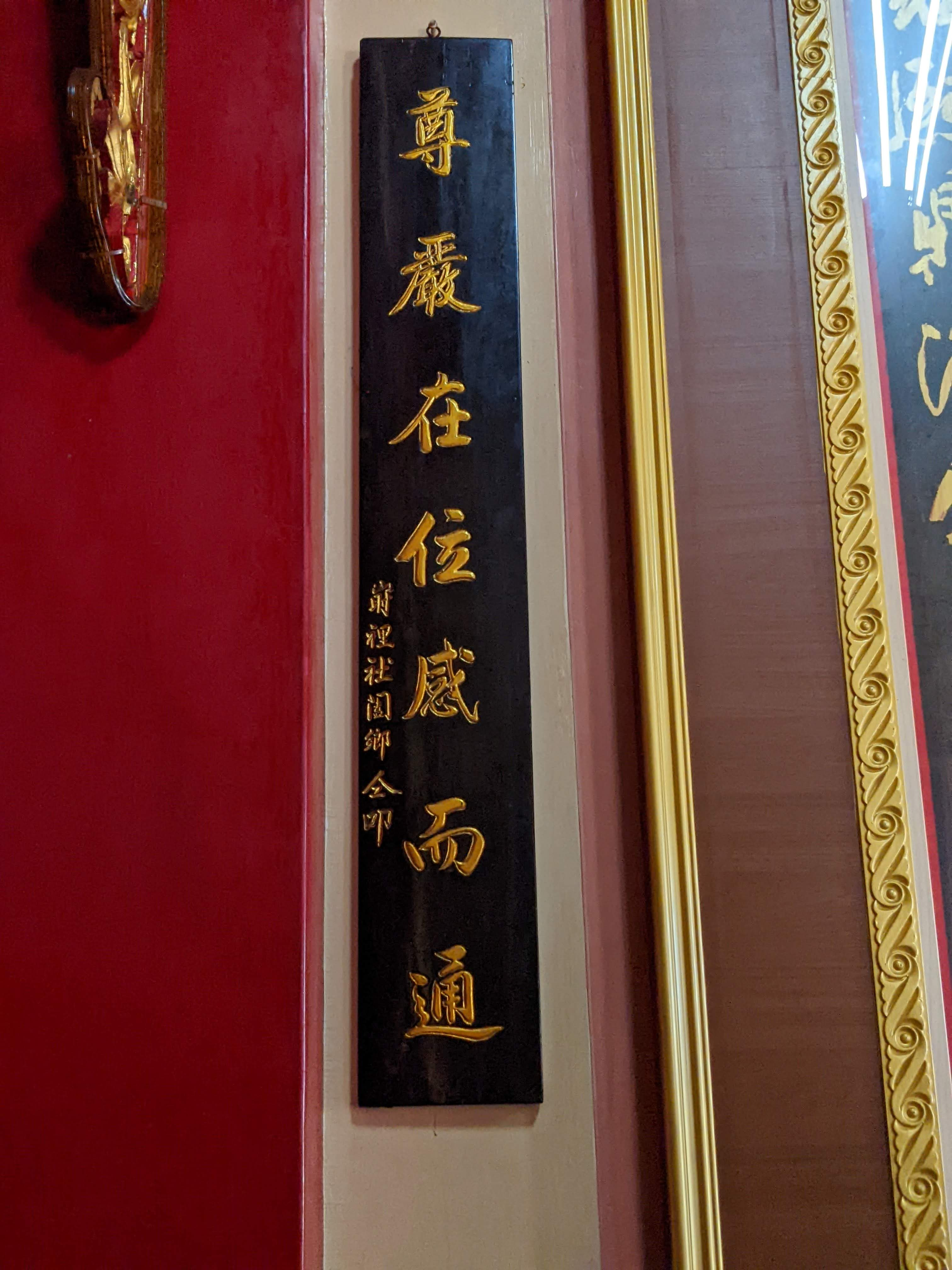
尊嚴在位感而通
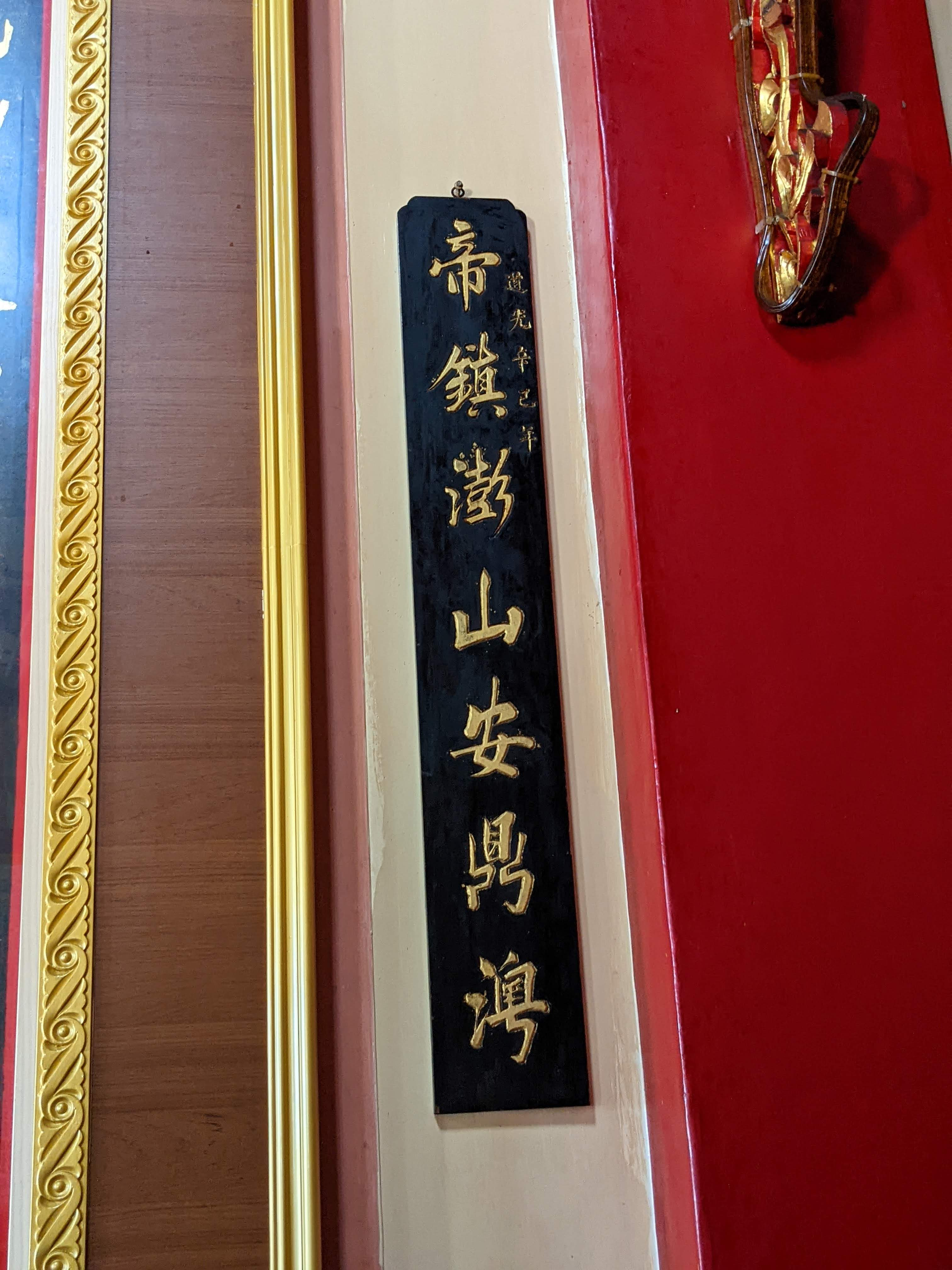
帝鎮澎山安鼎澳
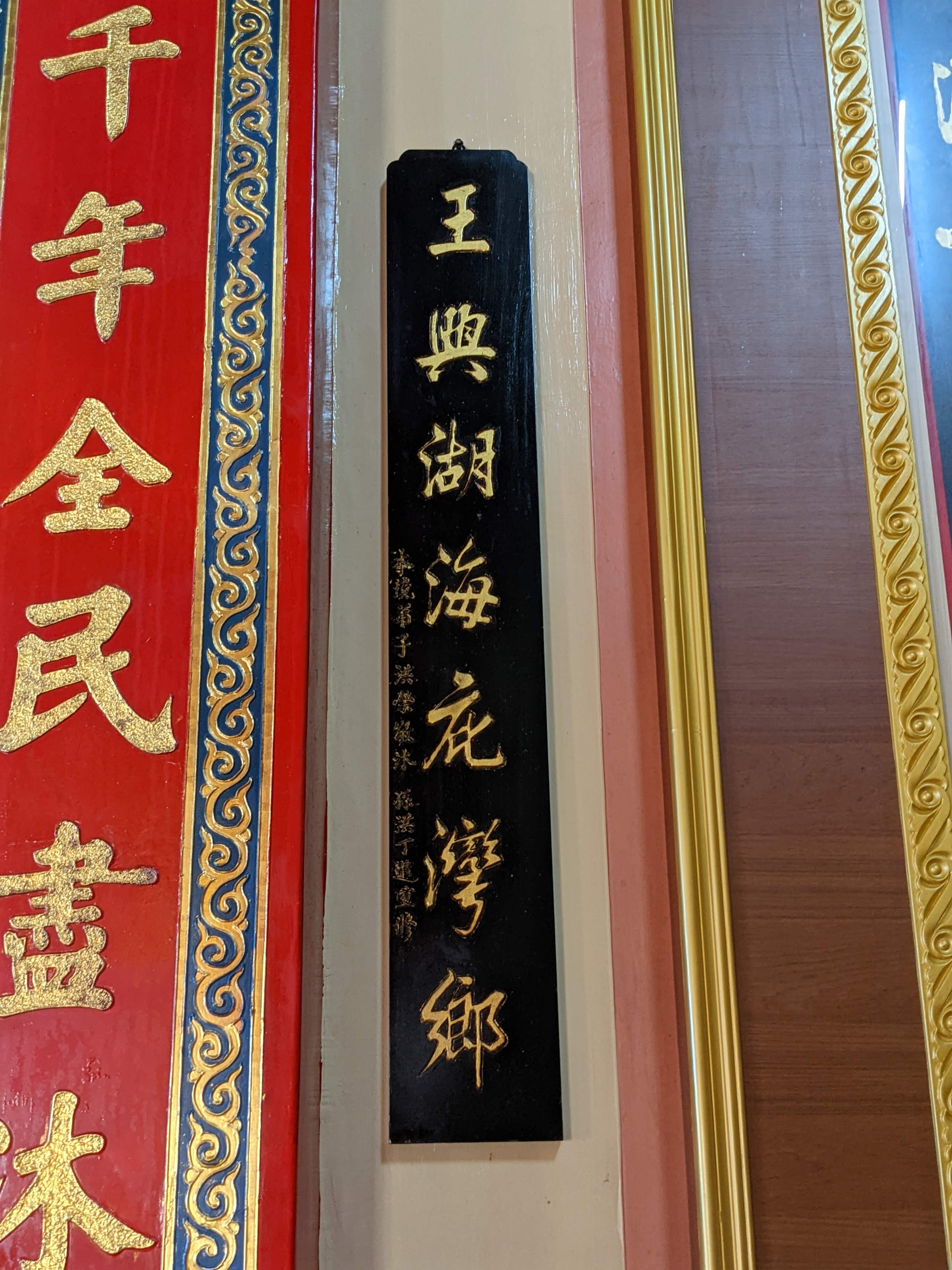
王興湖海庇灣鄉

## 外部連結
- 鼎灣開帝殿的Facebook專頁